# Куинолт
Куинолт, куинолты (англ. Quinault), — группа индейских народов на западе штата Вашингтон в США. Они являются юго-западными прибрежными салишами и федерально признаны как племя куинолт индейской резервации Куинолт.

## Язык
Квинолт, как родной язык народа, вымер. Ныне все куинолты говорят на английском языке

## Резервация
Индейская резервация племени расположена на юго-западе полуострова Олимпик, в основном в округе Грейс-Харбор, небольшая часть находится в округе Джефферсон. Общая площадь резервации составляет 839,36 км², её административным центром является статистически обособленная местность Тахола. В 2019 году в резервации проживало 1 059 человек.

## Современное племя
Резервация была основана в 1855 году после подписания договора куинолтов с правительством Соединённых Штатов. Кроме них тут были поселены чинуки, куилеуты, хох, нижние шехейлис, верхние шехейлис, каулиц и куитс. Лингвистически эти племена принадлежат к трём языковым семьям: чимакумской (килеуты, хох), чинукской (чинуки) и салишской (нижние шехейлис, верхние шехейлис, каулиц, куитс и куинолт). Позднее эти племена сформировали современную нацию куинолт.

## Население
Льюис и Кларк в 1805 году насчитали 800 собственно куинолтов и ещё 200 родственным им каластоклей. Джеймс Муни (1928) оценил их в 1 500 человек в 1780 году, включая родственные группы. Индейский агент сообщал о 95 куинолтов в 1888 году. В 1907 году их было 196 человек согласно Индейскому бюро, перепись 1910 года, однако, дала 288 человек, предположительно вместе с куитс. В 1923 году Бюро по делам индейцев посчитало 719 индейцев резервации Куинолт, возможно, представляющих собой несколько племён, а в 1937 год сообщало о 1 228 только куинолтов.
По данным федеральной переписи населения 1990 года племя куинолт насчитывало 2 000 человек, из них, 1 216 человек, проживали в своей резервации. В 2010 году численность чистокровных куинолтов составляла 2 354 человека, а вместе с метисами их было 3 402.